# 片岡勁太
片岡 勁太（かたおか  けいた、1947年 - ）は、日本の競馬研究家。競馬予想家、著述家。

## 人物・来歴
競馬番組表理論という競馬予想ジャンルの草分けで、競馬番組表からオペレーションを紐解く予想法を確立した。
以前は著作の傍ら、F-netでFAX予想会員向けにレポートの提供。現在もFAX会員を対象に、土日のメインレースを中心とした馬券予想、質疑応答などを継続中。

## 著書
- 『あなたが儲かる馬は「競馬番組表」の中にいる! ―武装するJRAを完全制圧する最強の馬券術』（メタモル出版、 2012年 ISBN 978-4-89595-835-6）
- 『JRAのシナリオを解読した男が明かす万馬券的中のための極意』（メタモル出版、2012年 ISBN 978-4-89595-824-0）
- 『立ち見が出るほど盛り上がる競馬白熱教室』（メタモル出版、2011年 ISBN 978-4-89595-806-6）
- 『面白いほど勝ち馬がわかる競馬白熱教室』（メタモル出版、2011年）
- 『「予想」ではなくて「予知」これが禁断の馬券理論だ! 』（メタモル出版、2010年 ISBN 978-4-89595-761-8）
- 『拝啓、競馬番組表設計者殿』（メタモル出版、2010年 ISBN 978-4-89595-735-9）
- 『「JRAさん、ありがとう!」という名の馬券理論』（メタモル出版、2009年）
- 『競馬番組表 感染爆発(パンデミック)包囲ミッション』（メタモル出版、2009年 ISBN 978-4-89595-674-1）
- 『競馬番組表こそが神だった!』（メタモル出版、2008年 ISBN 978-4-89595-653-6）
- 『今が旬!JRAからのプレゼント(当たり馬券)を美味しくいただきます! 』（メタモル出版、2008年）
- 『敵の混沌(カオス)を攻撃せよ―競馬番組表解読理論』（メタモル出版、2007年）
- 『あなたもハメられている!JRAの囮馬券』（メタモル出版、2007年 ISBN 978-4-89595-578-2）
- 『かなりヤバイ競馬番組表の真実』（メタモル出版、2006年 ISBN 4-89595-557-5）
- 『JRAが大嫌いな最強の馬券戦略』（メタモル出版、2006年 ISBN 4-89595-534-6）
- 『1着2着3着を特定できる3連単ブレイク・スルー理論』（メタモル出版、2005年）
- 『3連単を最少点数で的中するための馬券戦略―競馬番組表が1000万円馬券をプレゼントしてくれる』（メタモル出版、2004年）
- 『サラブレッドは競馬番組表の中を走っている! 』（メタモル出版、2004年）
- 『すべての勝ち馬は競馬番組表の中にいる!』（メタモル出版、2003年 ISBN 4-89595-420-X）
- 『新10年必勝法―JRA競馬に叩きつけた最後の挑戦状』（メタモル出版、2003年 ISBN 4-89595-394-7）
- 『JRA銀行 お金の殖やし方おろし方』（メタモル出版、2001年 ISBN 4-89595-339-4）
- 『馬券大戦争 反撃の狼煙』（メタモル出版、2000年 ISBN 4-89595-293-2）
- 『JRAから自由にお金を引き出す恐るべき競馬の本』（メタモル出版、1999年 ISBN 4-89595-249-5）
- 『10年品質保証 JRAを丸裸にする馬券レポート』（メタモル出版、1998年）
- 『10年必勝法』（メタモル出版、1997年 ISBN 4-89595-169-3）
- 『タブーという名の馬券黙示録―JRAの巨大オペレーションを解読する最後で最強の馬券戦略』（メタモル出版、1995年 ISBN 4-89595-096-4）
- 『パーフェクト馬券実戦講座―競馬番組表が教える究極の馬券方程式 馬番連勝つかみ取り!! (ラクダブックス、1992年）
- 『JRA最後の聖域を撃て!!  (日本文芸社、1992年 ISBN 4-89595-036-0）
- 『1枠1頭制時代のパーフェクト馬券法則―競馬番組表を読めば的中馬券がわかる!! (日本文芸社 ラクダブックス、1991年 ISBN 4-537-02257-4）
- 『JRA(日本中央競馬会)が戦慄する最強の馬券戦略  (株式会社 ベストセラーズ、 1991年）
- 『恐るべき競馬の本―馬券の「新事実」を発見した! 大儲け、ここだけの秘密 (株式会社 ベストセラーズ ベストセラーシリーズ・ワニの本、 1990年 ISBN 4-584-00736-5）